# Psychoneuroendocrinology
Psychoneuroendocrinology ist eine wissenschaftliche Fachzeitschrift, die vom Elsevier-Verlag veröffentlicht wird. Die Zeitschrift ist das offizielle Publikationsorgan der International Society for Psychoneuroendocrinology und erscheint mit zehn Ausgaben im Jahr. Es werden Arbeiten veröffentlicht, die sich multidisziplinär mit Psychologie, Neurobiologie, Endokrinologie, Immunologie, Neurologie und Psychiatrie beschäftigen.
Der Impact Factor lag im Jahr 2014 bei 4,944. Nach der Statistik des ISI Web of Knowledge wird das Journal mit diesem Impact Factor in der Kategorie Endokrinologie und Metabolismus an 20. Stelle von 128 Zeitschriften, in der Kategorie Neurowissenschaften an 44. Stelle von 252 Zeitschriften und in der Kategorie Psychiatrie an 21. Stelle von 140 Zeitschriften geführt.